# Cabañas del Castillo (kommunhuvudort)
Cabañas del Castillo är en kommunhuvudort i Spanien.   Den ligger i provinsen Provincia de Cáceres och regionen Extremadura, i den centrala delen av landet, 180 km sydväst om huvudstaden Madrid. Cabañas del Castillo ligger 771 meter över havet och antalet invånare är 518.
Terrängen runt Cabañas del Castillo är huvudsakligen kuperad, men västerut är den platt. Terrängen runt Cabañas del Castillo sluttar västerut. Runt Cabañas del Castillo är det mycket glesbefolkat, med 5 invånare per kvadratkilometer. Närmaste större samhälle är Guadalupe, 19,2 km sydost om Cabañas del Castillo. Omgivningarna runt Cabañas del Castillo är huvudsakligen savann.